# Vince Cable
Vince Cable, właśc. John Vincent Cable (ur. 9 maja 1943 w Yorku) – brytyjski polityk. Działacz Liberalnych Demokratów, w 2007 p.o. lidera, a w latach 2017–2019 lider partii. W latach 1997–2015 i 2017–2019 poseł do Izby Gmin, w latach 2010–2015 minister w koalicyjnym rządzie Davida Camerona.

## Życiorys

### Wykształcenie i działalność naukowa
Wykształcenie odebrał w Nunthorpe Grammar School. Następnie studiował nauki przyrodnicze i ekonomię w Fitzwilliam College na University of Cambridge. W 1965 został przewodniczącym Cambridge Union, towarzystwa zajmującego się debatami. Przez pewien czas był także działaczem Cambridge University Liberal Club, uniwersyteckiego klubu liberalnego. Studiował także na University of Glasgow, gdzie uzyskał PhD z ekonomii.
Był wykładowcą na University of Glasgow oraz w London School of Economics. Autor licznych publikacji z zakresu handlu i ekonomii.

### Działalność zawodowa i polityczna do 1997
W latach 1966–1968 pracował w administracji rządu Kenii jako urzędnik do spraw finansów. Jeszcze podczas studiów wstąpił do Partii Liberalnej, później związał się jednak z Partią Pracy. W 1970 bez powodzenia próbował uzyskać mandat deputowanego z okręgu Glasgow Hillhead. W latach 1971–1974 był radnym miejskim w Glasgow. Później zatrudniony w Foreign and Commonwealth Office. Pod koniec lat 70. był doradcą ministra handlu Johna Smitha. W 1979 bez powodzenia starał się o partyjną nominację w okręgu Hampstead.
Od 1983 do 1990 pracował jako specjalny doradca sekretarza generalnego Wspólnoty Narodów Shridatha Ramphala do spraw gospodarczych. W 1990 został zatrudniony w Royal Dutch Shell, od 1995 na stanowisku głównego ekonomisty.
Kontynuował przy tym działalność polityczną. Po rozłamie w Partii Pracy w 1982 przeszedł do Partii Socjaldemokratycznej. Z jej ramienia bez powodzenia startował w wyborach 1983 i 1987 w okręgu York. Wraz z socjaldemokratami przystąpił do nowo tworzonych Liberalnych Demokratów, w 1992 był kandydatem tego ugrupowania w okręgu Twickenham. Przegrał wówczas z kandydatem torysów Tobym Jesselem.

### Działalność polityczna od 1997
W kolejnych wyborach w 1997 pokonał ubiegającego się o reelekcję torysa, w konsekwencji zasiadając w Izbie Gmin. Mandat utrzymywał w trzech kolejnych wyborach w 2001, 2005 i 2010.
W 2003 wszedł do gabinetu cieni swojej partii jako kanclerz skarbu. W marcu 2006 został zastępcą lidera Liberalnych Demokratów. Od października do grudnia 2007 pełnił obowiązki lidera ugrupowania, gdy rezygnację z przywództwa w partii złożył Menzies Campbell. Zyskał sporą popularność w tym okresie za wyrazistą krytykę polityki gospodarczej laburzystowskiego rządu. Zyskał rozpoznawalność zwłaszcza wypowiedzią, w której porównał premiera Gordona Browna do Jasia Fasoli i zarzucił mu tworzenie chaosu. Mimo popularności nie startował w wyborach na lidera partii, które wygrał Nick Clegg. W czasie kryzysu finansowego, który rozpoczął się w 2007, dał się poznać jako zwolennik głębokiej reformy systemu bankowego, polegającej m.in. na oddzieleniu bankowości inwestycyjnej od detalicznej i usunięciu luk podatkowych w sektorze.
Po wyborach 2010 doszło do powstania koalicyjnego rządu Partii Konserwatywnej i Liberalnych Demokratów, na czele którego stanął lider torysów David Cameron. W maju tegoż roku Vince Cable objął w nim stanowisko ministra biznesu, innowacji i umiejętności. Został powołany także w skład Tajnej Rady.  Funkcję ministra sprawował do maja 2015. W wyborach w tym samym roku nie utrzymał mandatu poselskiego, przegrywając z kandydatką konserwatystów Tanią Mathias.
W wyniku przedterminowych wyborów w 2017 powrócił do Izby Gmin. W lipcu tegoż roku został wybrany nowym liderem Liberalnych Demokratów. Ugrupowaniem tym kierował do lipca 2019, gdy zastąpiła go Jo Swinson. W wyborach w 2019 nie ubiegał się o ponowny wybór na deputowanego.

### Życie prywatne
Jego pierwszą żoną była Olympia Rebelo, z którą miał troje dzieci. Jego żona zmarła w 2001 na raka piersi. W 2004 Vince Cable ożenił się z Rachel Wenban Smith.